# Liste der Monuments historiques in Spoy (Côte-d’Or)
Die Liste der Monuments historiques in Spoy führt die Monuments historiques in der französischen Gemeinde Spoy auf.

## Liste der Objekte
| Bezeichnung                | Beschreibung                               | Standort                                   | Kennzeichnung | Schutzstatus | Datum | Bild |
| -------------------------- | ------------------------------------------ | ------------------------------------------ | ------------- | ------------ | ----- | ---- |
| Glocke                     | Bronze, 1670 gegossen                      | in der Kirche Nativité-de-la-Vierge (Lage) | PM21002292    | Classé       | 1943  |      |
| Pietà                      | Kalkstein, farbig gefasst, 17. Jahrhundert | in der Kirche Nativité-de-la-Vierge (Lage) | PM21002293    | Classé       | 1966  |      |
| Skulptur Heiliger Theobald | Kalkstein, farbig gefasst, 16. Jahrhundert | in der Kirche Nativité-de-la-Vierge (Lage) | PM21002294    | Classé       | 1966  |      |